# Idź i patrz
Idź i patrz (org. Иди и смотри) – radziecki dramat wojenny z 1985 w reżyserii Elema Klimowa, zrealizowany na podstawie scenariusza napisanego przez Alesia Adamowicza i samego reżysera.
Film opowiada historię nastoletniego chłopca, granego przez debiutującego Aleksieja Krawczenkę, który skuszony wizją wojennej przygody wstępuje do radzieckiej partyzantki i stopniowo poznaje prawdziwe oblicze wojny, stając się świadkiem i ofiarą okrucieństw towarzyszących zwalczaniu partyzantki (tzw. „Bandenbekämpfung”) podczas niemieckiej okupacji Białorusi w czasie II wojny światowej.
Idź i patrz jest zaliczany do grona najwybitniejszych filmów wojennych wszech czasów. Jego premierę poprzedziły wieloletnie zmagania reżysera z radziecką cenzurą i decydentami przemysłu filmowego.

## Fabuła
Białoruś, rok 1943. Nastoletni Flora wraz z kolegą z tej samej wsi, nie zważając na ostrzeżenia starszego wiekiem sołtysa, penetrują pobojowisko z 1941 roku. Wśród szczątków poległych szukają broni, której posiadanie jest warunkiem przyjęcia do partyzantki. Znalazłszy karabin samopowtarzalny SWT-40, Flora postanawia zrealizować swój zamiar, mimo iż matka prośbami i groźbami stara się go od tego odwieść. Przebrani w niemieckie mundury partyzanci przybywają do wsi, aby zabrać Florę do swojej leśnej bazy.
Chłopak trafia do oddziału, którym dowodzi charyzmatyczny Kosacz. Wizja wojennej przygody szybko rozwiewa się jednak w zderzeniu z partyzanckimi realiami. Na co dzień Flora jest wyznaczany do służby wartowniczej i prac fizycznych. Gdy pewnego dnia oddział wyrusza na akcję, Kosacz rozkazuje chłopcu pozostać w obozie, a buty oddać jednemu z idących w bój partyzantów. Rozżalony Flora ucieka z płaczem w głąb lasu, gdzie spotyka rozpaczającą Głaszę – nastoletnią dziewczynę zakochaną bez wzajemności w Kosaczu. Młodociani partyzanci szybko przechodzą od płaczu do beztroskiej zabawy w deszczu. Przerywa ją nalot niemieckiego lotnictwa, który niszczy partyzancki obóz. Niedługo później w okolicy lądują niemieccy strzelcy spadochronowi, co zmusza oboje bohaterów do ucieczki.

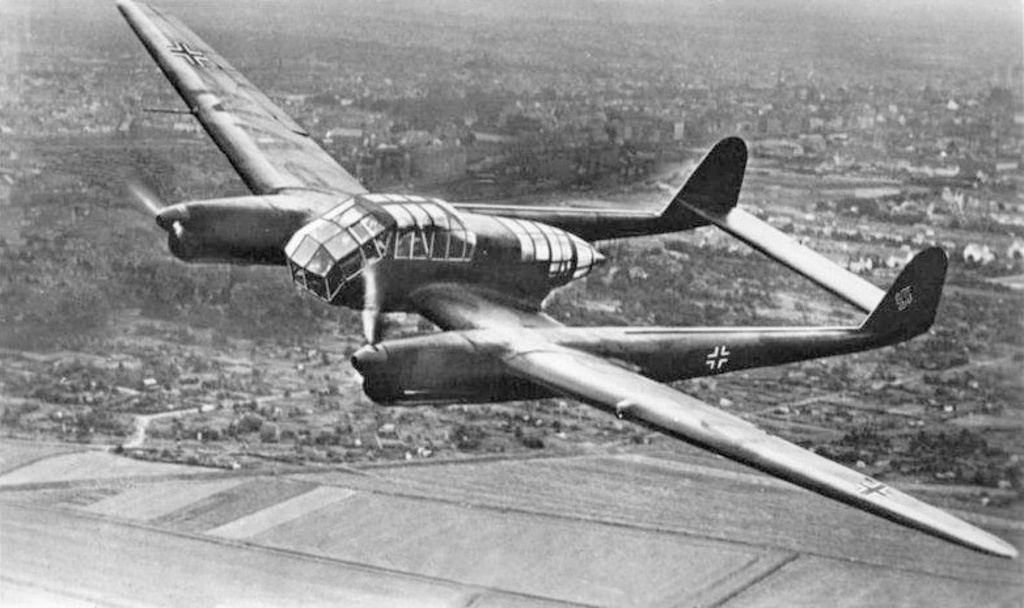
Niemiecki samolot rozpoznawczy Focke-Wulf Fw 189. Kilkukrotnie pojawia się w filmie, pełniąc rolę wizualno-dźwiękowego lejtmotywu, budującego atmosferę narastającego zagrożenia

Flora, chwilowo ogłuchły na skutek eksplozji niemieckich bomb, wraz z Głaszą spędza noc w prowizorycznym szałasie. Następnie oboje udają się do rodzinnej wsi chłopaka. W opustoszałej chałupie nie znajdują jednak ani jego matki, ani dwóch malutkich sióstr, lecz jedynie gar z ciepłą jeszcze zupą i porzucone w nieładzie, pokryte muchami zabawki dziewczynek. Nie tracąc nadziei, Flora pośpiesznie udaje się na pobliskie bagna, wierząc, że odnajdzie tam najbliższych. Gdy opuszczają wieś, Głasza na moment odwraca głowę i dostrzega stos ciał leżący za stodołą. Zachowuje jednak tę informację dla siebie. Dopiero w czasie przeprawy przez bagna wyczerpana dziewczyna wyznaje Florze tragiczną prawdę, a ten w napadzie furii usiłuje ją utopić. Ostatecznie oboje docierają na ostrów, gdzie ukrywa się grupa uchodźców. Flora spotyka tam śmiertelnie poparzonego sołtysa, który przypomina, iż ostrzegał go przed szukaniem broni na pobojowisku. Chłopiec obwinia się o śmierć najbliższych.
Flora wraz z trzema mężczyznami opuszcza ostrów, by zdobyć żywność dla głodujących kobiet i dzieci. Niedługo później jego dwaj towarzysze giną na polu minowym. W jednej ze wsi Flora wraz z trzecim mężczyzną, partyzantem Rubieżem, kradną krowę należącą do miejscowego kolaboranta. W drodze powrotnej Rubież i krowa giną jednak od niemieckiego ostrzału.
Flora podejmuje nieudaną próbę kradzieży furmanki wraz z koniem. Ich właściciel postanawia mu pomóc i zabiera go ze sobą do wsi Pierachody, zamierzając go przedstawić władzom jako swojego krewnego. Wkrótce do wsi przybywa jednak niemiecki oddział eksterminacyjny – „filmowe” Einsatzkommando 15, któremu towarzyszy grupa kolaborantów. Flora usiłuje ostrzec mieszkańców, zostaje jednak zamknięty wraz z nimi w drewnianej cerkwi. W pewnym momencie jeden z niemieckich oficerów pozwala wyjść przez okno osobom bez dzieci. Z szansy tej korzysta Flora. W ślad za nim wyjść usiłuje młoda matka z małym dzieckiem, Niemcy wrzucają jednak dziecko z powrotem do cerkwi, a kobietę odciągają za włosy. Niedługo później budynek zostaje podpalony, a stłoczeni w nim cywile giną w płomieniach. Masakrze towarzyszy karnawałowe, wręcz groteskowe zachowanie oprawców. W pewnym momencie grupa esesmanów pozuje z Florą do pamiątkowego zdjęcia, przykładając chłopcu pistolet do głowy. Opuszczając wieś, oprawcy uprowadzają młodą kobietę na jedną z ciężarówek.
Flora udaje się w drogę i dociera na pobojowisko, gdzie niedawno sprawcy masakry wpadli w partyzancką zasadzkę. Napotyka tam kobietę, której razem z nim pozwolono wyjść ze stodoły – zakrwawioną, na wpół obłąkaną po zbiorowym gwałcie, którego padła ofiarą. Wkrótce spostrzega, że w ręce Kosacza i jego ludzi wpadło jedenastu esesmanów i kolaborantów. Niemiecki dowódca, starszy wiekiem SS-Sturmbannführer, oraz najwyższy rangą z kolaborantów w poniżający sposób błagają o życie, odżegnując się od odpowiedzialności za zbrodnię. Diametralnie odmienną postawę prezentuje jednak drugi niemiecki oficer, młody, sfanatyzowany SS-Obersturmführer, który z butą oświadcza, że „nie wszystkie narody mają prawo do przyszłości”, i zapowiada kontynuowanie ludobójczej misji. Kosacz rozkazuje kolaborantom oblać Niemców benzyną i podpalić, zanim to jednak następuje, wzburzeni partyzanci rozstrzeliwują bez wyjątku wszystkich jeńców.
W pewnym momencie Flora dostrzega porzucony w błocie portret Adolfa Hitlera. Zaczyna oddawać doń strzały z karabinu, podczas gdy na ekranie pojawiają się archiwalne zdjęcia wojennych ofiar i zniszczeń, przeplatane ujęciami z nazistowskich wieców, defilad Wehrmachtu oraz scen z życia wodza III Rzeszy – wszystkie ułożone w porządku odwrotnym od chronologicznego. Gdy na końcu sekwencji ukazuje się zdjęcie Hitlera jako niemowlęcia na rękach matki, Flora przestaje strzelać i opuszcza karabin.
Ostatnia scena ukazuje wyruszający w drogę oddział partyzancki, za którym podąża Flora. Napis końcowy informuje:
628 białoruskich wsi zostało doszczętnie spalonych wraz ze wszystkimi mieszkańcami.

## Obsada
Źródło: Justyna Czaja: Idź i patrz (Poznań: 2013)
- Aleksiej Krawczenko – Florian Gałszyn, Flora
- Olga Mironowa – Głafiria, Głasza
- Lubomiras Laučiavičius – Kosacz, dowódca oddziału partyzanckiego
- Vladas Bogdonas – Rubież, partyzant
- Wiktor Lorencs – Walter Stein, SS-Sturmbannführer, dowódca Einsatzkommando
- Jurij Lumiste – Hoch, młody SS-Obersturmführer
- Tatiana Szestakowa – matka Flory
- Jewgienij Tiliczejew – „Grdyka”, główny kolaborant
- Kazimir Rabiecki – Justyn, sołtys
- Piotr Mierkuriew – mężczyzna na ostrowie
- Anatolij Sliwnikow – partyzant przebrany za niemieckiego żołnierza
- Gieorgij Strokow – policjant z oddziału samoobrony
- Aleksandr Bierda – naczelnik oddziału partyzanckiego
- Oleg Szapko – mężczyzna na ostrowie
- Wiktor Manajew – partyzant robiący zdjęcie
- Wasilij Domracziew – chłopiec-kolaborant w hełmie
- Jewgienij Kryżanowskij – partyzant w okularach
- Giennadij Matyckij – wieśniak Kazik
- Walentin Miszatkin
- Tachir Matiulin
- Jewgienija Polakowa
- Władimir Mazajew
- Igor Gniewaszow
- W. Wasilew

## Historyczne nawiązania i pominięcia
Idź i patrz opowiada o autentycznych zbrodniach popełnionych przez Niemców w czasie okupacji Białorusi. Kulminacyjna scena, ukazująca spalenie żywcem mieszkańców Pierachodów, jest przy tym czytelnym nawiązaniem do masakry w Chatyniu, która po wojnie urosła do rangi symbolu niemieckich okrucieństw towarzyszących okupacji Białorusi.
Niemniej film nie stanowi wiernej rekonstrukcji historycznych faktów. W szczególności jedynie zarysowuje współodpowiedzialność kolaborantów za zbrodnie na ludności cywilnej. W rzeczywistości w masakrze mieszkańców Chatynia wzięły udział kompania niemiecka i pluton ukraiński z SS-Sonderbataillon Dirlewanger oraz 150-160 policjantów ukraińskich ze 118. batalionu Schutzmannschaft. Zatajenie współudziału tych ostatnich przed opinią publiczną ZSRR było przede wszystkim efektem zabiegów pierwszych sekretarzy Komunistycznej Partii Ukrainy i Komunistycznej Partii Białorusi: Wołodymyra Szczerbyckiego i Mikałaja Sluńkoua.
Początkowo film miał się zakończyć masakrą cywilów i partyzantów ukrywających się na bagnach. Ostatecznie Klimow wybrał bardziej optymistyczne zakończenie w postaci partyzanckiego odwetu na oprawcach.

## Produkcja

### Zmagania z cenzurą
Do prac nad filmem Elem Klimow przystąpił motywowany poczuciem porażki artystycznej, które towarzyszyło mu od czasu nakręcenia Agonii. Szukając pomysłu na nowy film, zwrócił uwagę na powieść Хатынская аповесць („Opowieść chatyńska”) autorstwa białoruskiego pisarza Alaksandra Adamowicza. Skontaktował się z autorem, po czym na początku 1976 roku obaj przystąpili do prac nad scenariuszem. Jako materiał bazowy wykorzystali również inne utwory Adamowicza, w tym przede wszystkim dokumentalną książkę Ja ze spalonej wsi.
Głównym celem, który przyświecał Klimowowi i Adamowiczowi, było rozpropagowanie wiedzy o okrucieństwach, które towarzyszyły niemieckiej okupacji Białorusi. Ten pierwszy wspominał przy tym:

Wtedy się zamyśliłem: a przecież o Chatyniu na świecie nie wiedzą! O Katyniu, o rozstrzelaniu polskich oficerów wiedzą. A o Białorusi – nie. Choć tam przecież zostało spalonych 600 wsi! I postanowiłem nakręcić film o tej tragedii.

Realizacja filmu napotkała jednak na liczne przeszkody ze strony radzieckiej cenzury. Jej zastrzeżenia wzbudził m.in. wątek lokalnych kolaborantów uczestniczących w pacyfikacji Pierachodów oraz ukazanie radzieckich partyzantów w sposób odbiegający od oficjalnej, heroicznej linii. Największe obiekcje cenzorów i decydentów przemysłu filmowego wzbudziło jednak naturalistyczne ukazanie przemocy i okrucieństw wojny, całkowicie sprzeczne z kanonami radzieckiego kina wojennego. Filmowi zarzucano wręcz uprawianie „propagandy estetyki błota”.
Klimow, który postanowił zrealizować film w mińskim studiu Biełaruśfilmu, na początkowym etapie prac mógł liczyć na wsparcie pierwszego sekretarza Komunistycznej Partii Białorusi (KPB) Piotra Maszeraua, który zarówno z powodów osobistych, jak i politycznych był zainteresowany upamiętnieniem walk partyzanckich i martyrologii mieszkańców Białorusi. Maszerau m.in. udostępnił reżyserowi i scenarzyście śmigłowiec, przekazał ekipie filmowej 45 tys. rubli na zakup nowoczesnego sprzętu filmowego (systemu stabilizacji kamery Steadicam) oraz towarzyszył Klimowowi i Adamowiczowi podczas wizytacji miejsc walk partyzanckich w rejonie Witebska. Jego wyjazd do Moskwy, wymuszony problemami zdrowotnymi, pozbawił twórców kluczowego protektora i przełożył się na nasilenie nacisków ze strony cenzury. W 1977 roku, na krótko przed rozpoczęciem zdjęć, do Mińska przybyli przedstawiciele Państwowego Komitetu Kinematografii (Goskino): wiceprzewodniczący Borys Pawlenok i krytyk filmowy Dal Orłow. Zażądali wprowadzenia dwunastu poprawek do scenariusza. Klimow zgodził się jednak wyłącznie na usunięcie utworu muzycznego, którego słowa („Zabijcie Hitlera wszędzie, zabijcie Hitlera w sobie”) miały jakoby wzburzyć jednego z wysoko postawionych członków partii komunistycznej. Swój sprzeciw wobec zmian w scenariuszu podtrzymał podczas posiedzenia „chud-sowietu” w moskiewskiej siedzibie Goskina. W efekcie prace nad filmem zostały wstrzymane.
Klimow przypłacił te zmagania załamaniem nerwowym i ciężką chorobą. W międzyczasie Adamowiczowi kilkukrotnie proponowano zekranizowanie „Opowieści chatyńskiej” we współpracy z innymi reżyserami, ten jednak konsekwentnie odmawiał. Ostatecznie po 7 latach Klimow otrzymał zgodę na realizację filmu w niemal niezmienionej formie. Zgodził się jedynie na rezygnację z pierwotnego tytułu Zabijcie Hitlera. W zamian, za radą swojego brata Giermana, wybrał tytuł Idź i patrz.
Zgoda na realizację filmu nie oznaczała jednak zakończenia zmagań z cenzurą. Wkrótce po udanej kolaudacji wpływowi przedstawiciele KC KPB podjęli zabiegi w Moskwie, aby wstrzymać premierę filmu. Przewodniczący Goskina Filip Jermasz, obawiając się podejmowania jednoznacznej decyzji, zażądał od Klimowa wprowadzenia piętnastu niewielkich zmian w filmie, na co ten wyraził zgodę. Następnie Jermasz zorganizował kolejny pokaz, podczas którego w roli recenzentów wystąpili utytułowani reżyserzy: Siergiej Gierasimow, Grigorij Czuchraj, Lew Kulidżanow. Żaden nie zajął zdecydowanego stanowiska, a Jermasz zażądał wprowadzenia do filmu kolejnych zmian, spotykając się tym razem ze zdecydowanym sprzeciwem Klimowa. Ostatecznie Adamowicz zainterweniował u Kulidżanowa (podówczas przewodniczącego Związku Filmowców ZSRR) i z jego wsparciem udało się doprowadzić do zatwierdzenia filmu.

### Prace nad filmem
Prace na planie filmowym trwały przez dziewięć miesięcy 1984 roku. Film kręcono na Białorusi, w miejscach autentycznych walk i zbrodni okresu II wojny światowej. Do scen zbiorowych zaangażowano mieszkańców tamtejszych wsi.
Główne role Klimow zdecydował się powierzyć debiutantom: 14-letniemu uczniowi jednej z moskiewskich szkół, Aleksiejowi Krawczence, oraz studentce drugiego roku leningradzkiej szkoły artystycznej, Oldze Mironowej. Wszystkie sceny były kręcone w porządku chronologicznym, co w zamierzeniu reżysera miało ułatwić młodym aktorom identyfikację z odgrywanymi postaciami.
Dowódcę niemieckiego oddziału zagrał łotewski aktor, Viktors Lorencs. Postać SS-Sturmbannführera Waltera Steina, wzorowana na Oskarze Dirlewangerze, została skarykaturyzowana przez Klimowa poprzez wprowadzenie egzotycznego atrybutu w postaci żywego lemura z gatunku lori wysmukły (Loris tardigradus). Współautor scenariusza filmu i autor „Opowieści chatyńskiej” Aleś Adamowicz zachował „rekwizyt zbrodniarza” w postaci małego ssaka przesiadującego na ramieniu SS-Sturmbannführera, choć faktycznie takie zwierzątko zaobserwowano u Dirlewangera dopiero na Słowacji.
Aby osiągnąć maksymalny realizm, wiele ujęć nakręcono z wykorzystaniem Steadicamu. W czasie scen batalistycznych wykorzystywano ponadto ostrą amunicję. Krawczenko utrzymywał po latach, że podczas kręcenia niektórych scen kule przelatywały zaledwie milimetry od jego głowy.
Podczas prac Klimow praktycznie nie opuszczał planu filmowego, a nawet głodził się wraz z Krawczenką, który musiał schudnąć na potrzeby swojej roli. Gra młodego aktora była tak sugestywna, że po latach krążyły przypuszczenia, iż podczas pracy na planie filmowym był on pod wpływem hipnozy lub silnych narkotyków. Krawczenko wielokrotnie jednak dementował te pogłoski.
Po nakręceniu Idź i patrz Klimow nie wyreżyserował już żadnego nowego filmu, ponieważ, jak stwierdził, „wszystko, co chciał osiągnąć w filmie, już zrobił”.

### Styl i motywy
Idź i patrz charakteryzuje fragmentaryczna fabuła. Elementem spajającym jest postać głównego bohatera. Flora pojawia się we wszystkich scenach, a zakres poinformowania jego i widza pozostaje taki sam. Przyczynia się do tego m.in. zsubiektywizowanie narracji – kamera jest umieszczona niejako w oczach Flory. Jego doznania i stan psychiczny odzwierciedla ponadto perspektywa dźwiękowa. Główny bohater nie jest przy tym kreatorem akcji fabularnej, raczej jej obserwatorem, swoistym „pośrednikiem” między widzem a światem przedstawionym. W filmie wykorzystywane są środki stylistyczne takie, jak elipsa, metonimia i synekdocha.
Idź i patrz cechuje – wedle słów Justyny Czai – „specyficzna relacja między tym, co realne, historyczne, a tym co metaforyczne, symboliczne, co wykracza poza tradycyjnie rozumianą kategorię realizmu”. Recenzenci i filmoznawcy pisali w tym kontekście o „maniackim realizmie”, „nierealnym realizmie” lub „nowym stopniu realizmu”. W filmie pojawiają się ponadto elementy surrealizmu, groteski, symbolizmu i ludowości.
Język, którym posługują się bohaterowie, to białoruski i rosyjski z białoruskim akcentem.
Idź i patrz jest filmem przede wszystkim o wymowie antywojennej, kładącym nacisk zarówno na okrucieństwo i destrukcyjną siłę wojny, jak i na imperatyw obrony prawdy i uniwersalnych wartości. Wpisuje się tym samym w „ekspresjonistyczny” styl kina wojennego. Wyjątkiem na tym tle jest jedynie stereotypowe, pozbawione jakichkolwiek odcieni ukazanie niemieckiego wroga.
W filmie poruszany jest ponadto wątek przyspieszonego dorastania i utraty dziecięcej niewinności. Obecne są w nim również, w tym w samym tytule, odwołania biblijne, w szczególności do Apokalipsy św. Jana.

### Tytuł
Tytuł jest nawiązaniem do 1. wersetu z 6. rozdziału Apokalipsy św. Jana:

И я видел, что Агнец снял первую из семи печатей, и я услышал одно из четырех животных, говорящее как бы громовым голосом: иди и смотри.
(Библия онлайн)

I widziałem, że Baranek otworzył jedną z siedmiu pieczęci i słyszałem jak jedno z czterech zwierząt mówiło jakby głosem gromu: Przyjdź i patrz. (w przekładzie polskim W. O. Jakuba Wujka S. J., Kraków 1962)

I widziałem, iż otworzył Baranek jednę z siedmi pieczęci, i słyszałem jedno ze czterech zwierząt mówiące, jakoby głos gromu: Chódź, a patrzaj! (z łacińskiego na język polski przełożone przez Ks. D. Jakuba Wujka, Warszawa 1923)

Frazę „Idź i patrz” powtarzają trzy kolejne zwierzęta w wersetach: 3., 5. i 7.

### Muzyka
Muzykę do filmu skomponował Oleg Janczenko.
W filmie wykorzystano fragmenty: Nad pięknym modrym Dunajem Johanna Straussa II, Cwału Walkirii Richarda Wagnera, niemieckiej pieśni biesiadnej Ein Heller und ein Batzen oraz radzieckiej pieśni patriotycznej Święta wojna. W ostatniej scenie usłyszeć można utwór Lacrimosa Wolfganga Amadeusa Mozarta.

## Odbiór
W ZSRR film spotkał się z ogromnym zainteresowaniem; obejrzało go 28,9 mln widzów.
Za granicą Idź i patrz nie odniósł większego sukcesu komercyjnego. Odniósł natomiast niekwestionowany sukces artystyczny.

### Recepcja krytyczna
„Litieraturnaja gazieta” piórem G. Gribowskiej zwracała uwagę na „antyfaszystowski i antywojenny patos”, którym przesiąknięty jest film, kładąc jednocześnie nacisk na optymistyczne przesłanie o możliwości zachowania człowieczeństwa mimo „przejścia przez wszystkie kręgi wojennego piekła”. Rościsław Pospelow oceniał, że film Klimowa „jest surowy, ale w jakiś sposób czysty i słodko-gorzki”.
Rainer Traub w recenzji na łamach „Der Spiegel” zauważał, że Idź i patrz unika charakterystycznej dla kina radzieckiego heroizacji ofiar, a jednocześnie jego naturalistyczna intensywność „ociera się o granicę tego, co widz może znieść”. Andreas Kilb na łamach „Die Zeit” przedstawiał go – obok Plutonu Olivera Stone’a – jako przykład nowej generacji filmów wojennych. David Robinson z „The Times” uznał Idź i patrz za dzieło „mocne, skończone, szokujące”. Alexander Walker stwierdził, że ma ono „surową, prymitywną moc, która sprawia, że zdajesz sobie sprawę, jak wiele z horroru ostatniej wojny zostało umniejszone przez hollywoodzki heroizm”. Diane Jacobs z „The Village Voice” podkreślała z kolei, że dzieło Klimowa „czyni nieznośnie świeżymi nędzę i szaleństwo wojny”. Philip French z „The Observer” opisał go jako „surrealistyczny koszmar”. Wtórował mu Mark Le Fanu z „Sight & Sound”, pisząc, że film ma „autentyczną bezlitosność koszmaru”. Virginia Mather w „The Daily Telegraph” opisała natomiast Idź i patrz jako film „fascynujący, wstrząsający, absurdalnie piękny – epos przeniknięty liryzmem fotografii”.
Nie wszędzie Idź i patrz spotkał się jednak z pozytywnym przyjęciem. Zarzucano mu m.in. stereotypowe, wręcz propagandowe ukazanie niemieckich okupantów. David Denby w recenzji na łamach „New York” skrytykował Klimowa za „niechlujstwo” a film za „siermiężność”, porównując go do „serii brutalnie naturalistycznych, efekciarskich uderzeń, marnie skleconych razem niczym stary skład towarowy z bez ładu i składu podoczepianych wagonów”.
Na Zachodzie Idź i patrz był ukazywany przede wszystkim w kinach artystycznych. Mimo pozytywnych w większości recenzji krytyków przeszedł bez większego echa. Jego „ponowne odkrycie” James Chapman przypisuje sukcesowi komercyjnemu i artystycznemu, który odniósł Szeregowiec Ryan Stevena Spielberga. On sam uznaje Idź i patrz za najbardziej wstrząsający obraz „wojny stulecia”, za którą niektórzy historycy uznają brutalny konflikt na wyniszczenie między hitlerowskimi Niemcami a stalinowskim ZSRR.
Idź i patrz kilkukrotnie był wymieniany w internetowych zestawieniach najwybitniejszych filmów wojennych wszech czasów. Siergiej Łoznica wskazywał go jako film, który wywarł na nim największe wrażenie. Wysoko oceniał go również Steven Spielberg. Denise J. Youngblood uznaje go za najbardziej wstrząsający film antywojenny, jaki stworzyło radzieckie kino, a zarazem zwiastun nadchodzącej głasnosti.

#### Recepcja krytyczna w Polsce
Idź i patrz spotkał się z zasadniczo pozytywnym przyjęciem polskich krytyków. Barbara Mruklik w recenzji na łamach „Kina” podkreślała intensywność, z którą film przemawia do widza, chwaląc jednocześnie reżysera, który „nie boi się posługiwać językiem filmu z oszałamiającą przesadą i gwałtownością, ale i wyczuciem artysty, który wie, dokąd dąży”. Na tych samych łamach Cezary Prasek zauważał, że Idź i patrz „powoduje reakcje bliskie szoku psychicznego”, a jego konstrukcja jest „wypełniona tak dużym natężeniem grozy i okrucieństwa, że dalej już chyba nie da się pójść w eskalacji emocjonalnej agresji wobec widza”. Zygmunt Kałużyński w swej recenzji opublikowanej przez „Politykę” oceniał, że Idź i patrz jest filmem „szokującym”, na który trudno patrzeć, lecz od którego zarazem nie można oderwać wzroku.
Po latach Idź i patrz był przedmiotem analiz polskich filmoznawców. Tadeusz Szczepański uznał go za „jeden z najbardziej szokujących i bezkompromisowych filmów antywojennych w kinie światowym”. Wtórowała mu Elżbieta Ciapara, której zdaniem jest to „jeden z najlepszych i najbardziej bezkompromisowych filmów antywojennych”, w dodatku o „barokowej wręcz oprawie”. Justyna Czaja ocenia, że Idź i patrz „bezdyskusyjnie pozostaje najbardziej wstrząsającym i porażającym filmem wojennym [..] mimo upływu czasu, jaki minął od momentu realizacji, nie przestaje być obrazem, który nie pozostawia żadnego widza obojętnym”. Wojciech Kuczok podkreślał z kolei, że Idź i patrz „pokazuje bez znieczulenia demony wojny, w której nie ma wygranych”. Bogusław Mucha zaliczył go do grona najwybitniejszych radzieckich filmów powstałych przed pieriestrojką, a Sebastian Chosiński – do grona 50 najlepszych filmów wojennych wszech czasów. Krytyczne stanowisko wobec dzieła Klimowa zajął natomiast Adam Garbicz, którego zdaniem jest to film „tyleż szokujący, co nienawistnie nacjonalistyczny, zupełnie nie do przyjęcia pod koniec XX wieku”.

## Nagrody filmowe
Źródło: Justyna Czaja: Idź i patrz (Poznań: 2013)
| Rok  | Festiwal/instytucja                        | Nagroda                            | Odbiorca          |
| ---- | ------------------------------------------ | ---------------------------------- | ----------------- |
| 1985 | Międzynarodowy Festiwal Filmowy w Moskwie  | najlepszy film                     | Idź i patrz       |
| 1985 | Międzynarodowy Festiwal Filmowy w Moskwie  | „Złota nagroda”                    | Elem Klimow       |
| 1985 | Międzynarodowy Festiwal Filmowy w Moskwie  | nagroda FIPRESCI                   | Idź i patrz       |
| 1985 | Międzynarodowy Festiwal Filmowy Festroia   | nagroda główna                     | Idź i patrz       |
| 1985 | Międzynarodowy Festiwal Filmowy w Avellino | pierwsza nagroda „Złota Plakietka” | Idź i patrz       |
| 1986 | Wsiesojuznyj kinofestiwal w Ałmaty         | nagroda główna                     | Elem Klimow       |
| 1986 | Wsiesojuznyj kinofestiwal w Ałmaty         | nagroda za dźwięk                  | Wiktor Mors       |
| 1986 | Wsiesojuznyj kinofestiwal w Ałmaty         | nagroda za przekaz artystyczny     | Wiktor Pietrow    |
| 1986 | Wsiesojuznyj kinofestiwal w Ałmaty         | nagroda za przekaz artystyczny     | Aleksiej Rodionow |
| 1986 | czasopismo „Sowietskij ekran”              | najlepszy film                     | Idź i patrz       |